# Карангасем (округ)
Карангасем (индон. Karanggasem) — округ в провинции Бали, Индонезия. Административный центр — Амлапура. Население — 396 487 чел. (2010).

## История
К XIX веку на территории округа сложилось государство Карангасем. В 1849 году последний стал вассалом государства Матарам. В 1894 году Карангасем, равно как и остров Ломбок вошли в состав Голландской Ост-Индии (местный правитель сохранял свою власть до 1902 г.).
Во время Второй мировой войны округ, как и вся Индонезия, попал под японскую оккупацию. После окончания войны и освобождения страны Карангасем вошёл в состав независимой Индонезии.

## География
Округ находится на самом востоке острова Бали. Граничит с округами Бангли, Клунгкунг и Булеленг на западе, юго-западе и северо-западе соответственно. На севере округ омывается водами моря Бали, на юге и востоке — пролива Ломбок, отделяющего Бали от одноимённого острова, а также от острова Нуса Пенида.
Общая площадь, занимаемая округом — 839,54 км².
Климат влажный тропический.
На территории Карангасема находится стратовулкан Агунг, извержение которого в 1963-1964 гг. привело к серьёзным разрушениям, погибло около 1200 человек.

## Административное деление и демография
В административном плане округ делится на 8 районов:
| № | Название   | Площадь, км² | Население (2002), чел. |
| - | ---------- | ------------ | ---------------------- |
| 1 | Кубу       | 234,77       | 61 184                 |
| 2 | Ренданг    | 109,7        | 30 748                 |
| 3 | Абанг      | 134,05       | 57 759                 |
| 4 | Сидемен    | 35,15        | 30 117                 |
| 5 | Селат      | 80,35        | 34 780                 |
| 6 | Бебандем   | 81,51        | 43 086                 |
| 7 | Карангасем | 94,23        | 71 066                 |
| 8 | Мангис     | 69,83        | 40 600                 |

## Религия
В численном плане абсолютно преобладают индуисты. Также в округе проживают представители и других конфессий — мусульмане, протестанты, католики и др.
| Конфессия     | Последователей, чел. |
| ------------- | -------------------- |
| Индуизм       | 379 113              |
| Ислам         | 16 221               |
| Протестантизм | 398                  |
| Буддизм       | 334                  |
| Католицизм    | 197                  |
| Конфуцианство | 1                    |
| Другие        | 4                    |

## Экономика
Основу местной экономики составляют сельское хозяйство, строительство, туризм и гостиничный бизнес и др.
В округе выращивают такие сельскохозяйственные культуры, как рис, кукуруза, соя, цитрусовые, хлопок. Также развито и животноводство — местные жители разводят крупный рогатый скот, овец и коз. Также местные жители занимаются рыболовством.